# Meeresstrand mit Fischer
Meeresstrand mit Fischer ist ein um 1807 datiertes Gemälde von Caspar David Friedrich. Das Bild in Öl auf Leinwand im Format 33,5 cm × 51 cm befindet sich im Belvedere Wien und ist dort zusammen mit dem Meeresstrand im Nebel als Bildpaar zu sehen, die als früheste in Dresden entstandene Ölbilder des Malers gelten.

## Bildbeschreibung
Das Gemälde zeigt einen Fischer auf einem Grashügel an einem See. Über der Schulter trägt er mehrere Bugsierstangen, mit denen die Fischerboote zwischen den Reusen bugsiert werden, und über dem rechten Arm ein Bündel Reusenschnüre. Links und rechts vom Fischer sind Reusen zum Trockenen aufgehängt. Das mit Gras bewachsene Ufer wird von dem Abfluss des Sees durchschnitten, der einen Bach mit bräunlich gefärbtem Wasser bildet, begrenzt von einer Holzfaschinierung. Über dem Bach ist eine Holzbohle als Übergang gelegt, der zu einer Schilfhütte führt, die nur noch zum Teil mit Schilf bedeckt ist. Der See liegt im aufsteigenden Dunst, der in Hochnebel übergeht und am oberen Bildrand aufreißt, etwas blauen Himmel durchschimmern lässt. Nahe dem Ufer befinden sich rechts und links im Wasser aufgestellte Reusen. Auf dem See fährt ein Segelboot, das im Dunst nur schemenhaft zu erkennen ist.

## Bild und Natur
Drei ursprünglich um 1805 entstandene und beschriftete Zeichnungen Friedrichs vom Tollensesee bei Neubrandenburg verorten das Gemälde am Nordufer des Tollensesees. Kurt Wilhelm-Kästner und Friedrich Scheven erkannten den Abfluss des Tollensesees in den Oberbach. So kann man dem Bild eine gewisse Naturtreue unterstellen.

## Struktur und Ästhetik

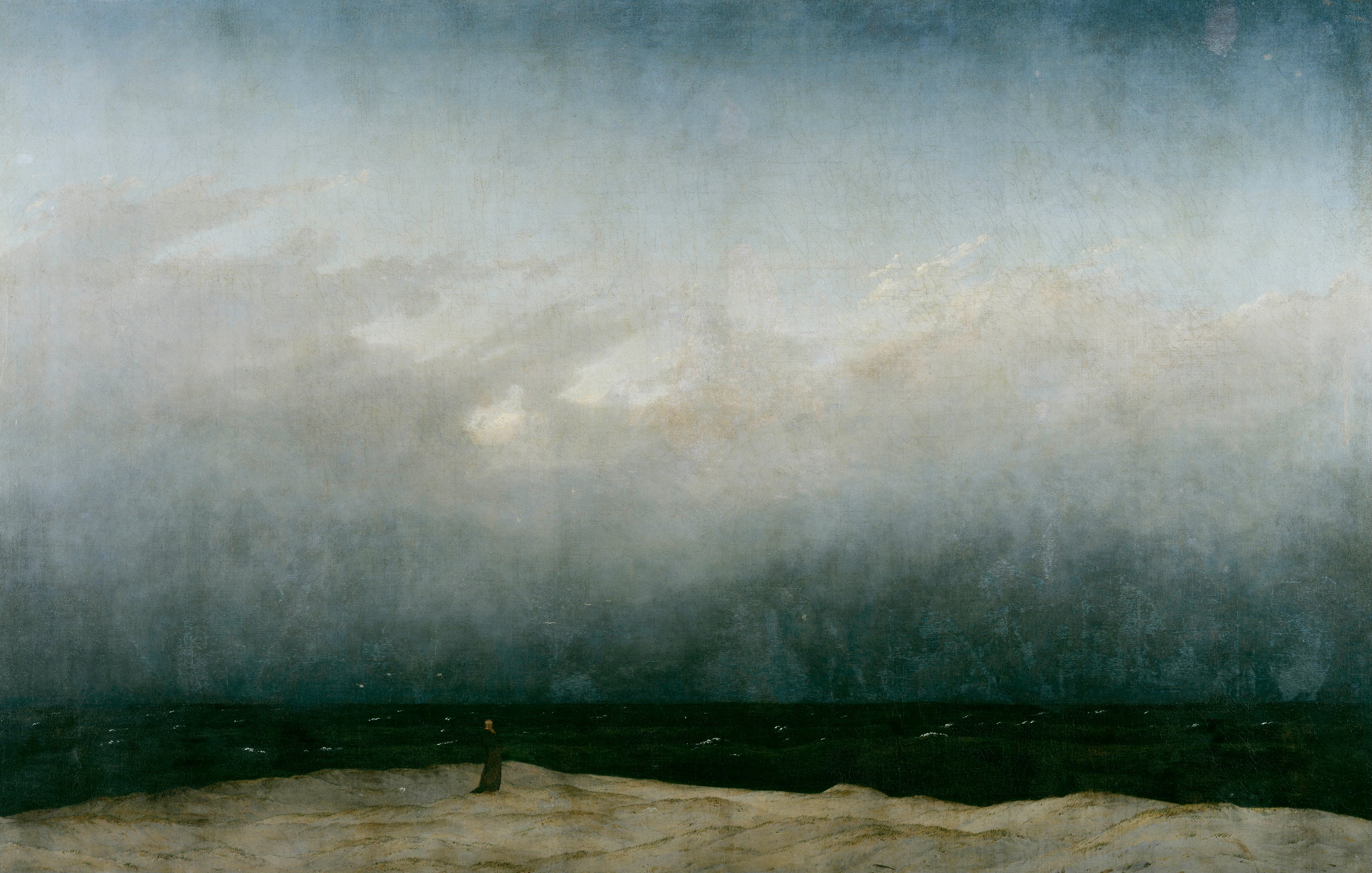
Caspar David Friedrich: Der Mönch am Meer, 1810

Das Gemälde ist das erste in Friedrichs Werk mit jenem radikalen Bildaufbau einer Landschaft, wie sie später beim Mönch am Meer fortgeschrieben wird. Der Himmel über der wie mit einem Lineal gezogenen Horizontlinie füllt fünf Sechstel der Bildfläche aus. Der Bildaufbau vollzieht sich in einer horizontalen Schichtung. Der Fischer bildet das zentrale vertikale Moment. Obwohl die Figur auf einer Teilung von 2:1 steht, wirkt sie auf dem Hügel als das Zentrum der Komposition. Der Abfluss des Sees in den Bach ist in den Goldenen Schnitt gelegt, von dessen Harmonie das Arrangement der zentralen Bildgegenstände profitiert. Der Maler belebt die Optik mit der Geometrie gegeneinander stehender Linien, der linken Uferlinie des Baches und der Linie Reusen-Strauch-Schilfhütte.
Das kräftige Grün des Uferstreifens wird durch die Blässe des Sees und des dunstigen Himmels in seiner Farbwirkung über die Maßen verstärkt, bekommt die Wirkung einer überdrehten Naturheiterkeit. Das Grün wirkt auch changierend in die Kleidung des Fischers hinein und macht ihn so zum Teil der dargestellten Landschaft, die er auf dem Hügel stehend, krönt. Den Hintergrund bildet eine grau-blaue Fleckigkeit.
Der farblich dichte Übergang vom Wasser zum Himmel lässt die Wolkenbildung als den aufsteigenden Dunst des Sees erscheinen, als Bereich des Ungefähren im Kontrast zur elysischen Realität der Uferzone. Hier zeigt sich „das Gespür des Malers für den unüberschreitbaren Anspruchscharakter von Lichtstimmung und Farben.“ In der Harmonie und dem Kontrast liegt „eine Fülle allegorischer Andeutungen“.

## Bilddeutung

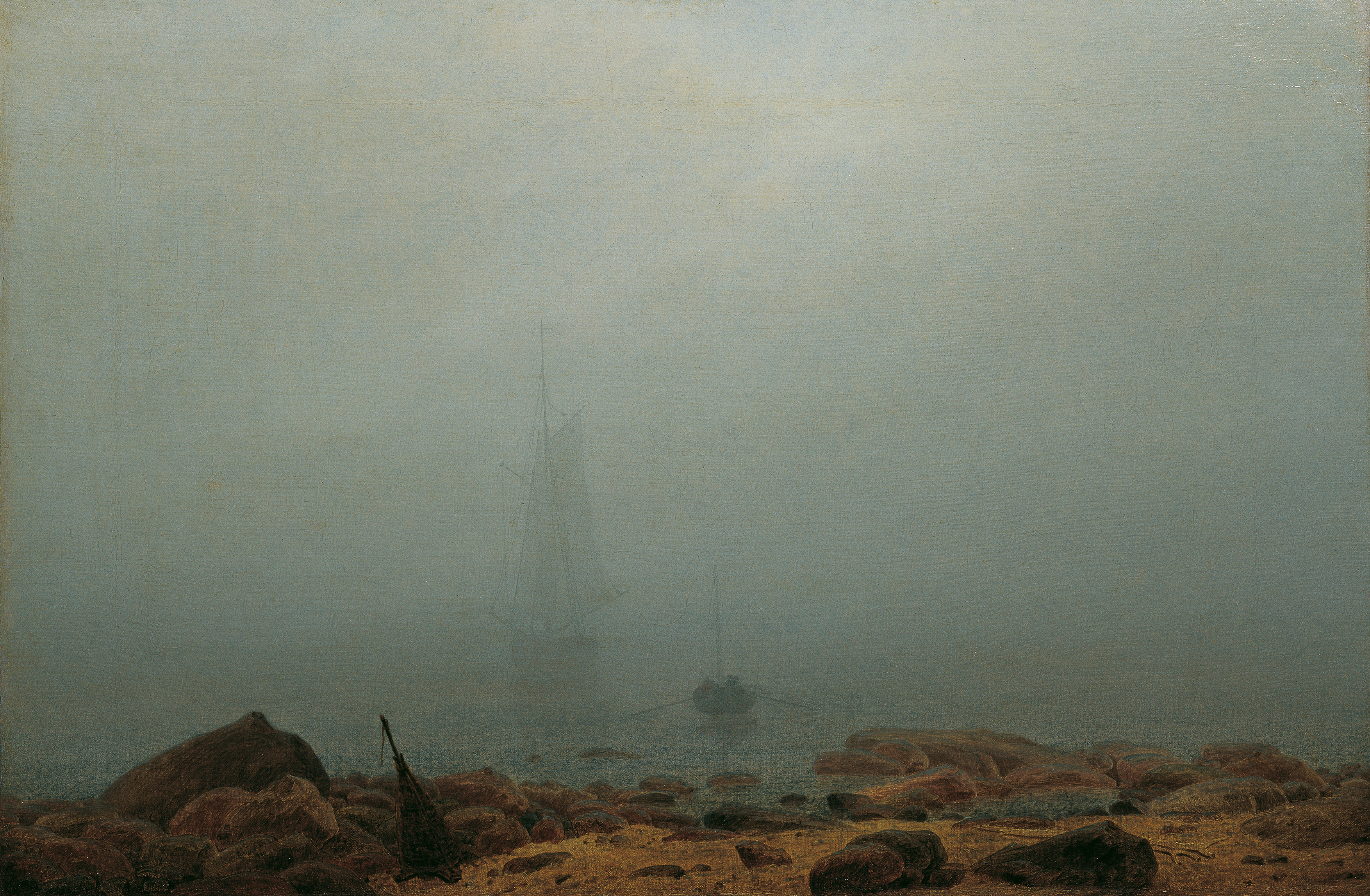
Caspar David Friedrich: Meeresstrand im Nebel, um 1807

Helmut Börsch-Supan erkennt in dem Bild beziehungsreiche Vanitassymbole. Der grüne Uferstreifen bedeute die begrenzte diesseitige Welt, im Gegensatz zum Meer als Sinnbild der Ewigkeit. Der Fischer mit seinem Arbeitsgerät verkörpere die Bedingungen der irdischen Existenz. Der Maler thematisiere damit Todessehnsucht und menschliche Vergänglichkeit.
Werner Hofmann betrachtet das Gemälde unter bildstrukturellen Aspekten und sieht ein Nebelbild, das den Schwebezustand der menschlichen Existenz beschreibt.

„Verschleierung und Entschleierung bilden eine komplementäre Schwebelage, in der mehrere Ungewissheiten zusammentreffen. Zum ersten Mal proklamiert Friedrich einen seiner desorientierenden Kunstgriffe. Die tastbaren, begehbaren Sinnesdaten sind auf schmale Uferstreifen zurückgenommen.“

## Provenienz
Das Werk wurde 1808 vom Graf von Medem erworben. Bis nach 1817 war es im Besitz der Grafen von Medem auf dem Gut Elley (Kurland). Nach 1818 wurde es verkauft an den Kunsthändler Paul Rusch (Dresden) und als Leihgabe an die Dresdner Galerie übereignet. 1925 fand es sich vom Bankier Hugo Simon (Berlin) erworben. 1939 erfolgte durch die Kunsthandlung Théodore Fischer (Luzern) eine Versteigerung. Im selben Jahr gelangte es durch einen Tausch mit anderen Werken an die Galerie des XIX. Jahrhundert Wien. 1953 wurde es dem Kunsthistorischen Museum Wien übergeben, wo es sich seither befindet. Im Zusammenhang mit als NS-verfolgungsbedingt entzogenem Kulturgutverlust befindet es sich in der Lost Art-Datenbank.

## Erwerbungsgeschichte
Vermittelt wurde der Verkauf an den Graf von Medem von Friedrichs Malerfreund Gerhard von Kügelgen, zusammen mit drei weiteren Gemälden: Nebel, Der Sommer und Der Winter. Kügelgens aus Kurland stammende Frau Zoege von Manteuffel war mit den Grafen von Medem verwandt. Friedrich wurde mit dem Grafen von Medem bereits zwischen 1802 und 1804 bekanntgemacht, als sich dieser mit seiner Familie in Dresden aufhielt. Der Graf von Medem kannte die Landschaft am Tollensesee, auf die alle vier erworbenen Gemälde Bezug nehmen. Als Vertrauter der späteren Königin Louise von Preußen besuchte er als preußischer Offizier 1795 in deren Entourage das Schloss Hohenzieritz am Südende des Tollensesees.

## Einordnung im Gesamtwerk
Der Meeresstrand mit Fischer bekommt in der Friedrich-Rezeption eher wenig Beachtung, stellt jedoch in mehrerer Hinsicht eine Zäsur dar. Mit dem Gemälde begann Friedrich seine Laufbahn als Ölmaler und erprobte damit eine neue Technik, indem er Arbeitsgänge aus der Sepia-Zeichnung anwendet, die eine größere farbliche Transparenz ermöglichen. Darüber hinaus bieten die Farben eine Erweiterung der Bildsymbolik des Malers. Vorweggenommen wird in der Bildkomposition jene Radikalität der Raumaufteilung, die man beim Mönch am Meer als kunstgeschichtliche Innovation wahrnimmt. Genaugenommen stellt der Mönch am Meer ein konstruktives Negativ des Meeresstrandes mit Fischer dar, wobei Gegenstände und Farben ausgeräumt sind. Der Meeresstrand mit Fischer zeigt, dass bedeutende Werke Friedrichs einen konkreten Natur- und Ortsbezug haben. Wie in mehreren Werken, in denen der Nebel als Bildinszenierung eine Rolle spielt, gilt auch hier Friedrichs ästhetische Absicht: 

„Wenn eine Gegend sich im Nebel hüllt, erscheint sie größer, und erhabener und erhöht die Einbildungskraft und spannt die Erwartung; gleich einem verschleierten Mädchen.“

## Zeichnungen
Das Gemälde beruht auf drei nachweisbaren der Landschaft zuordenbaren Zeichnungen, die um 1805 entstanden sind und als Motiv noch einmal 1837 zum Thema in Friedrichs Werk wurden. In der preisgekrönten Zeichnung Sommerlandschaft mit abgestorbener Eiche findet sich die Reuse aus dem Fischer-Bild wieder.

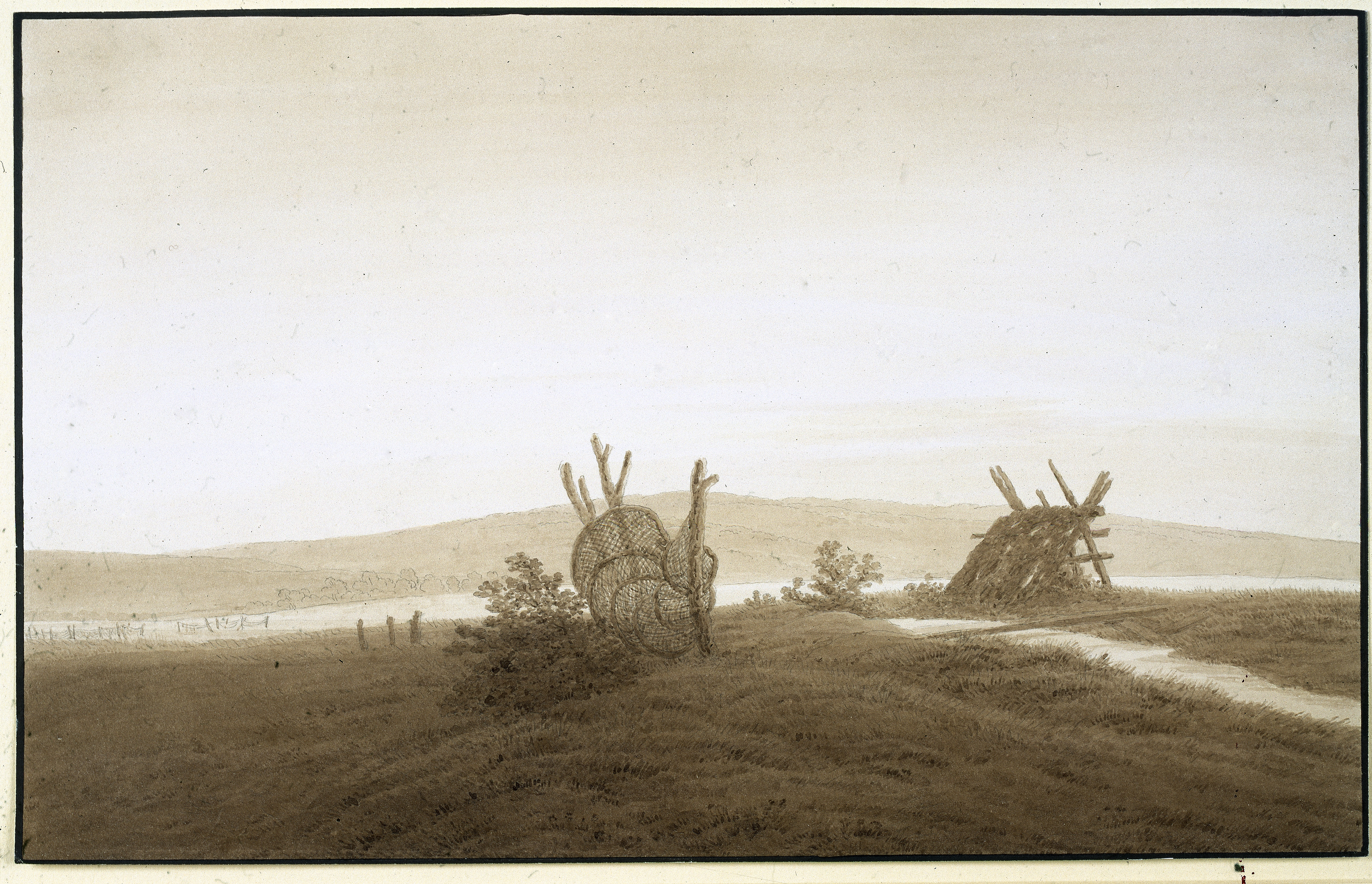
Caspar David Friedrich: Tollense-See, um 1806, Sepia-Zeichnung, 24,5 × 39 cm
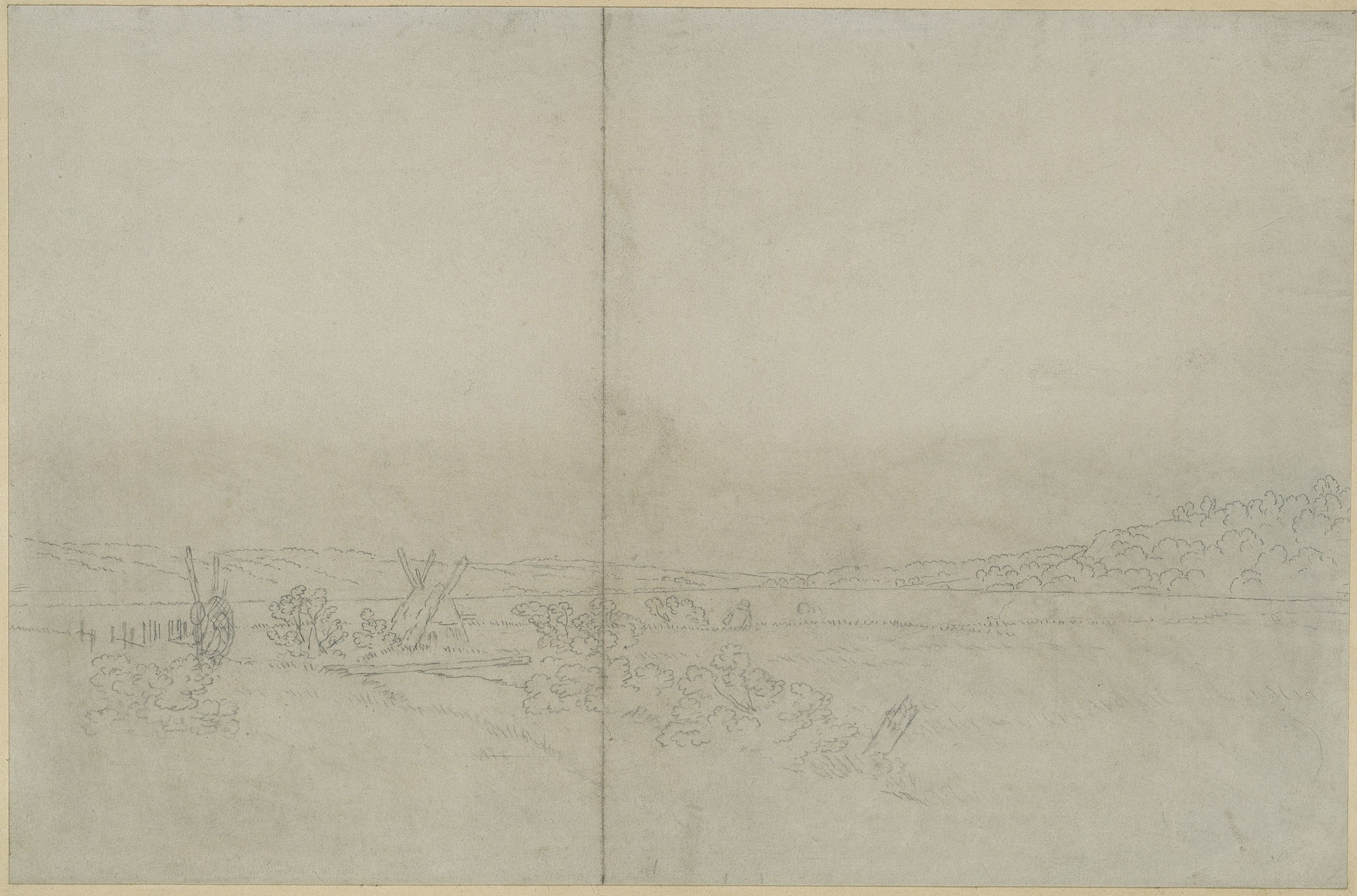
Caspar David Friedrich: Tollense-See bei Neubrandenburg, 1837, Bleistift, 25,3 × 39,0 cm
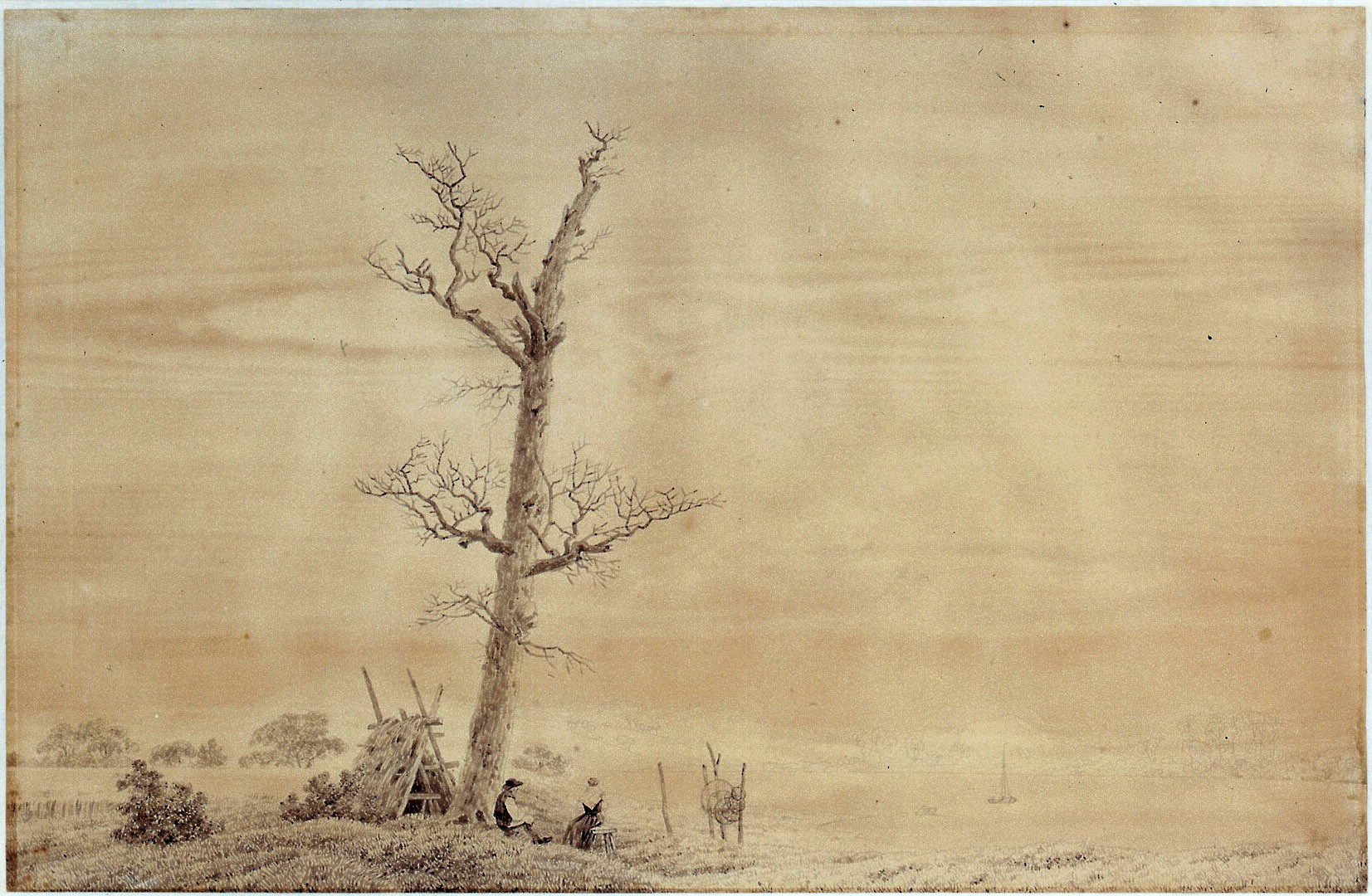
Caspar David Friedrich: Sommerlandschaft mit abgestorbener Eiche, 1805, 16 × 24,5 cm